# Nole (Piémont)
Pour les articles homonymes, voir Nole (homonymie).
Nole (en français Nol) est une commune de la ville métropolitaine de Turin, dans le Piémont, en Italie.

## Administration
| Période                                  | Période  | Identité      | Étiquette | Qualité |
| ---------------------------------------- | -------- | ------------- | --------- | ------- |
| 14 juin 2004                             | En cours | Roberto Viano |           |         |
| Les données manquantes sont à compléter. |          |               |           |         |

### Communes limitrophes
Corio, Rocca Canavese, Grosso, San Carlo Canavese, Villanova Canavese, Cirié, Fiano, Robassomero.